# Crymocetus
Crymocetus là một chi thằn lằn cổ rắn, được Cope mô tả khoa học năm 1869.